# Ataenius stercorator
Ataenius stercorator är en skalbaggsart som beskrevs av Fabricius 1775. Ataenius stercorator ingår i släktet Ataenius och familjen Aphodiidae. Inga underarter finns listade.